# Макијато
Макијато (итал. macchiato) јесте кафа припремљена на италијански начин. У ствари, макијато је еспресо са мало млека.